# Escudo de Samoa
El escudo de Samoa fue adoptado en 1962, a raíz de la independencia de la parte oeste del archipiélago de las Islas Samoa (la parte oriental continúa bajo administración norteamericana). Se trata del mismo escudo aprobado el 12 de abril de 1951, cuando Samoa Occidental era un territorio en fideicomiso de las Naciones Unidas administrado por Nueva Zelanda, pero cambiando el sol naciente de la cimera por una cruz.
Entre los elementos que lo componen, la palmera ante las ondas representa el archipiélago de Samoa en medio del Pacífico, la cruz latina es símbolo de la fe cristiana y la proyección azimutal y las ramas son señales extraídas de la bandera de las Naciones Unidas.

## Blasonamiento
De azur, la Cruz del Sur formada por cuatro estrellas gruesas y una más pequeña de plata que representan la Constelación de la Cruz del Sur; en la franja de plata situada en el jefe un mar de cuatro fajas onduladas de sínople, en donde resalta una palmera al natural. 
El escudo lleva acoplada la proyección azimutal de gules y está rodeado por dos ramas de laurel de sinople pasadas en aspa. Las ramas salen detrás de una cinta de plata con el lema nacional en samoano: “Faavae i le Atua Samoa” (“Samoa se apoya en Dios”), escrito en letras mayúsculas de gules.
Como cimera del escudo, y resaltando sobre la proyección azimutal, una cruz latina de azur, cotizada y radiante de plata y gules, con tres rayos que se proyectan desde cada uno de los ángulos.

## Escudos históricos

Escudo de armas del Reino de Samoa (1873-1900)
Escudo de armas de Samoa Alemana (1900-1914)
Insignia del Territorio en fideicomiso de Samoa Occidental (1925-1951)
Escudo de armas de Samoa Occidental (1951-1962)